# Euromissile

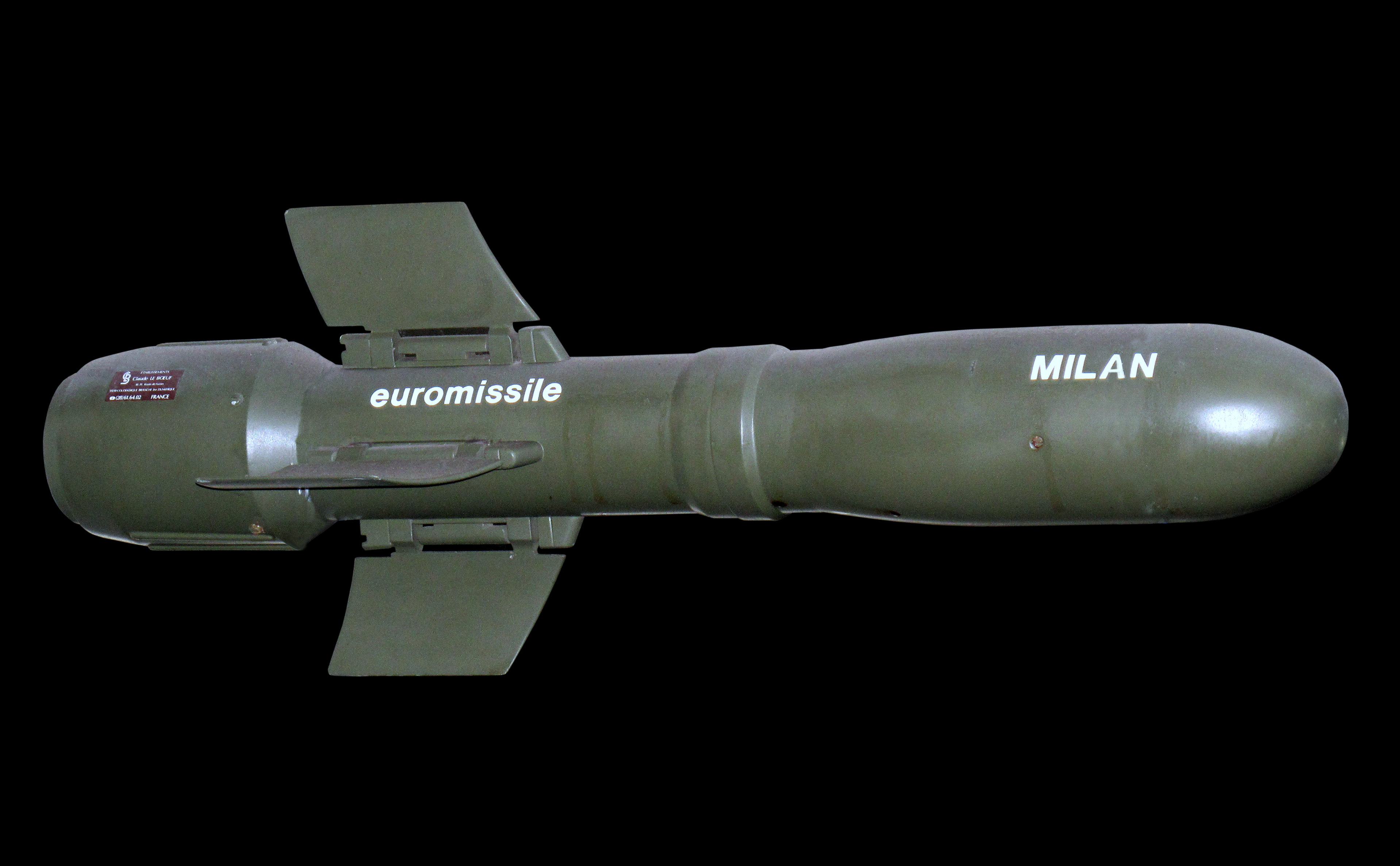
Un Euromissile Milan, uno dei prodotti di maggior successo del consorzio

Euromissile è stato un programma consorziale europeo fondato da Francia e Repubblica Federale Tedesca nei tardi anni sessanta per sviluppare la cooperazione fra paesi europei nell'ambito dell'industria della difesa e finalizzato alla costruzione di missili anticarro e allo sviluppo di tecnologie per la difesa. Nato nel 1972 il programma portò alla costituzione di una joint venture omonima con la fusione tra le attività missilistiche della francese Aérospatiale e quelle della tedesca Deutsche Aerospace, una sussidiaria del gruppo Messerschmitt-Bölkow-Blohm GmbH (MBB), inizialmente per produrre il missile anticarro Milan. Per l'azienda tedesca, in particolare, fu anche l'occasione per poter esportare prodotti militari all'estero aggirando il divieto di vendere armi a paesi terzi previsto all'epoca dalla costituzione nella RFT. La joint venture si è successivamente sciolta e fusa in MBDA a seguito della ristrutturazione del settore in Europa nei primi anni duemila. MBDA ha ereditato e continua a produrre i missili di maggior successo, quali il Milan, l'Euromissile HOT e il Roland, e tutte le versioni che ne sono derivate. Il consorzio aveva la sua sede nel comune francese di Fontenay-aux-Roses.